# Храм Нагараджа

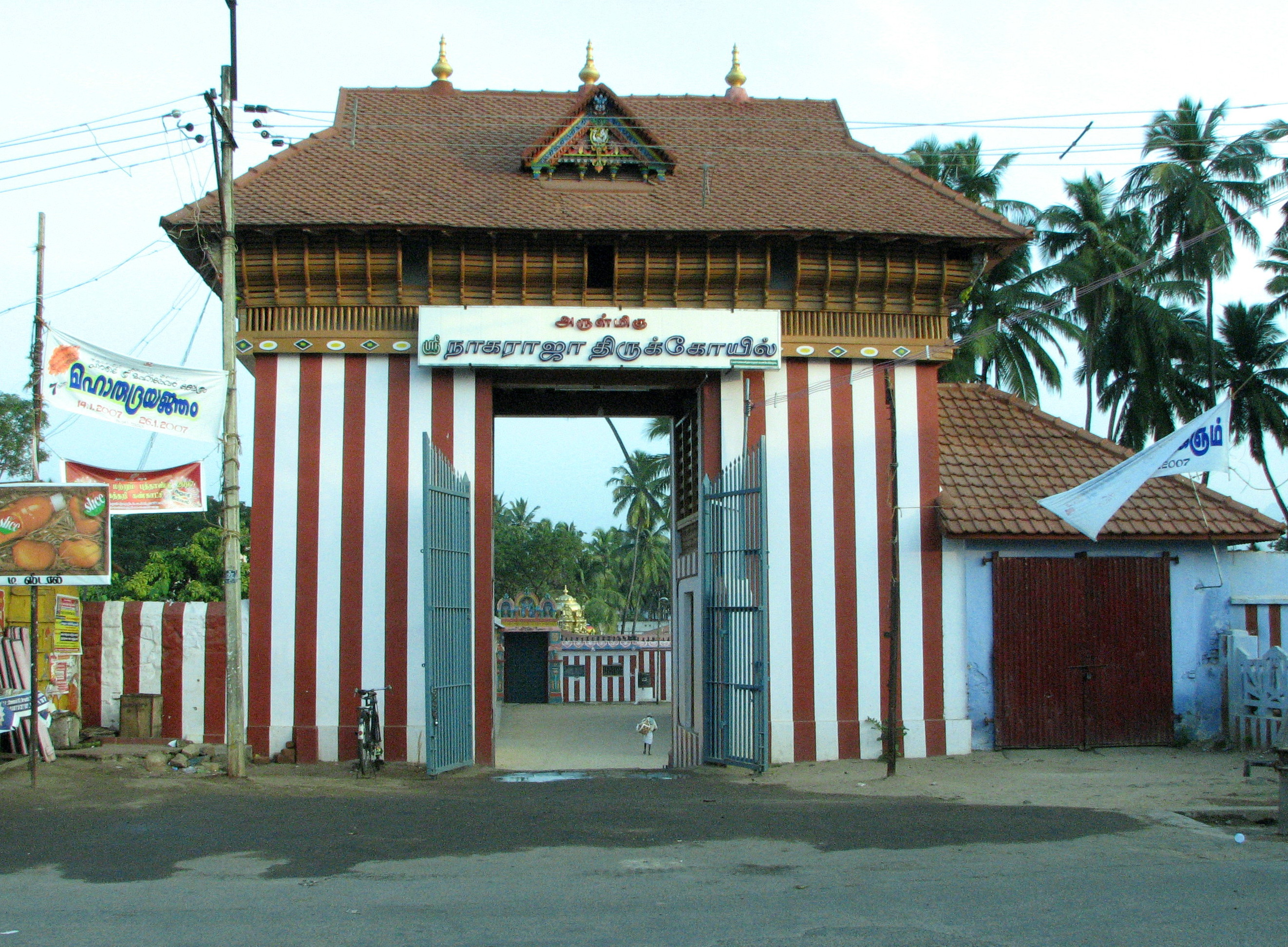
Необычная гопура храма Нагараджа. Традиционное название города Нагаркойил происходит от этого храма.

Нагараджа - это старый большой храм, найденный в городе Нагеркойл (Нагаркойил) недалеко от южной оконечности Тамилнада, Индия. Его датировка неопределенна, но, скорее всего, храм был построен до XII века. Главное святилище посвящено Нагарадже – царю змей. С 17 века в храмовый комплекс были добавлены новые индуистские святыни, привлекающие кришнаитов, шиваитов и шактов. Оригинальная иконография Тиртханкар и Падмавати Деви была и остается частью священного пантеона рядом с главным святилищем храма.
В храме есть три святыни. Божеством самого старого и главного святилища остается Нагараджа. Второе святилище посвящено Анантакришне (младенцу Кришне, танцующему на свернувшейся змее) с Рукмини и Сатьябхамой. Третье святилище посвящено Шиве. Внутри Мандапы находятся шесть икон Тиртханкаров и таких богинь, как Парсванатха и Падмавати Деви, с редкими, нестандартными эмблемами (все львы). Также там есть изображения индуистских божеств, например, Субраманья Свами, Ганеша и Деви Бхагавати.

## История и надписи
Храм от его главного гопурама до святилища отличается нестандартной архитектурой. Святилище отличает соломенная крыша высотой 5 футов и песчаный пол с сидящим пятиглавым Нагараджей – теперь внутри каменного покрытия современной эпохи. Ни в ранней джайнистской литературе Дигамбары, ни в индуистской литературе нет упоминания об этом храме. Таким образом, возраст ядра главного храма трудно определить. В Мандапаме главного и старейшего святилища выделяется изображение Джайна Тиртханкару , а работы на столбах мандапама похоже на те, которые можно найти в Тамилнаде в храмах, построенных между IX и XII веками. Тот же мандапам также включает в себя индуистскую иконографию.
О нижней границе датировки свидетельствуют тексты, найденные в этом храме и в других местах, которые относятся к этому храму. Самый ранний из них датирован 697 годом по малаяламскому календарю (16 век н. э.), в котором говорится, что правитель Траванкора Бхутаальвира Удаямарттандаварман сделал пожертвования в этот храм, и называл священников, которые получали пожертвования от имени этого храма - этот список включает имена Гунавира Пандита и Камалавахана Пандита, которые в южноиндийской традиции являются джайнскими именами. Кроме того, источник 697 года, называет его палличчандамсом – термином, встречающимся только в дарах, предоставленных джайнским или буддийским храмам в регионах Тамил и Транванкор. Такого рода эпиграфические свидетельства в сочетании с джайнской иконографией, увиденной в храме, а также некоторыми свидетельствами того, что джайнский Басади (санскр.: Басти, окрестности) когда-то существовал рядом с этим храмом, позволяют предположить, что первоначально это был джайнский храм или что джайны принимали значительное участие в управлении храмом и богослужении. Однако это не объясняет, почему в джайнском храме присутствует индуистская иконография или необычные аспекты джайнской иконографии.

### Иконография

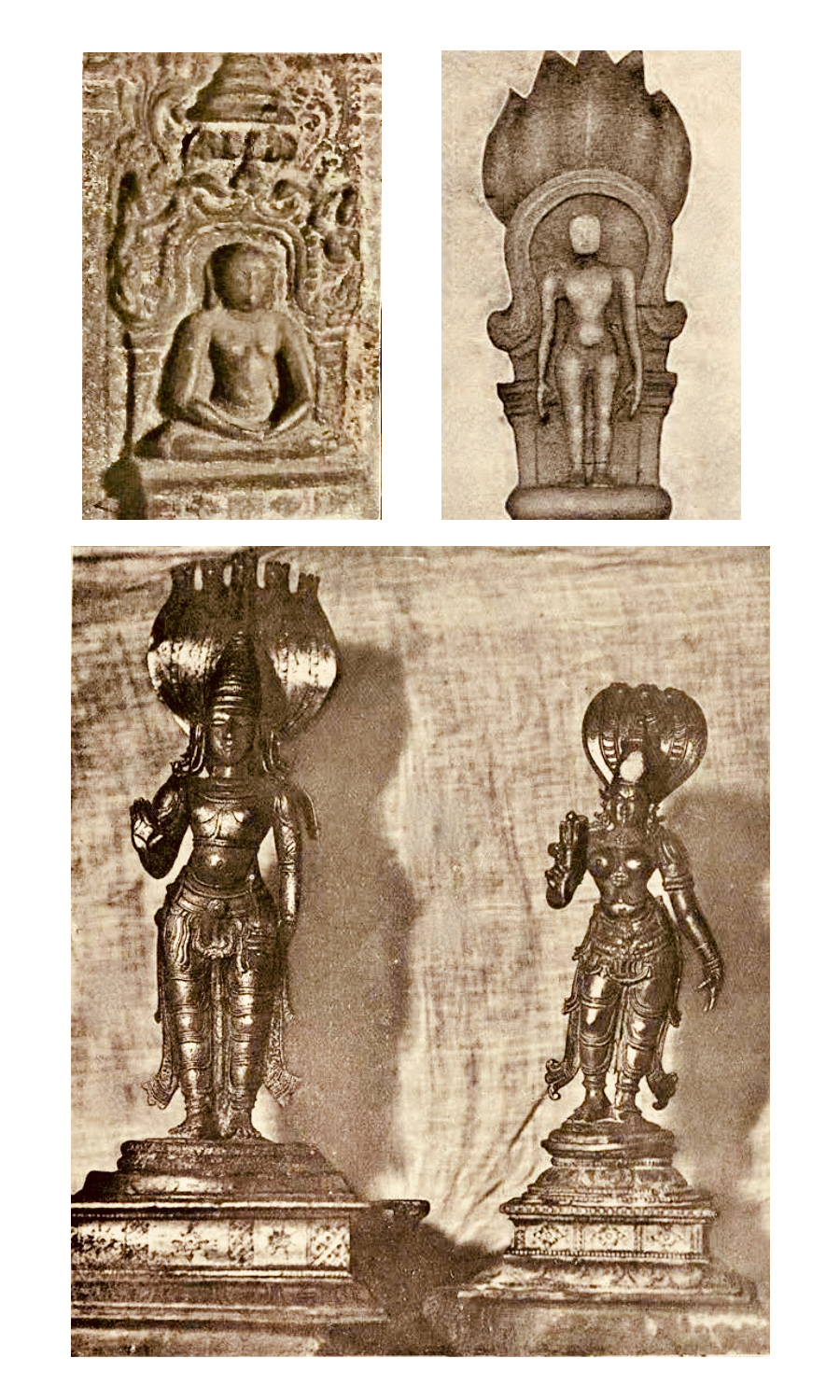
Ранние произведения искусства, найденные в храме Нагараджи. Две верхние - явно джайнские. Нижние могут быть либо джайнскими, либо индуистскими.

Джайнская иконография храма необычна. Она состоит из шести основных и явно почитаемых джайнами фигур, но не всех Тиртханкаров. В храме находятся три изображения сидящего Махавиры, одно - стоящего Парсванатхи, ещё одно - сидящего Парсванатхи, а на шестом показана Падмавати Деви. 5 изображений (кроме Махавиры, показанного перед главным святилищем) рассеяны по мандапаму, но все же находятся на видном для идущего в святилище верующего месте. Иконография Парсванатхи включает стандартное джайнское изображение: обмахивающийся веером Нага, охраняющий его голову.   Все шестеро находятся в симхасане. Необычный аспект иконографии заключается в том, что вместо обычных и отличительных эмблем под асанами изображены эмблемы львов. Кроме того, знак шриватсы возле соска Тиртханкары, обычно встречающийся в ранних джайнских храмах, в этом храме не найден Эти необычные аспекты позволяют допустить, что храм, возможно, был построен до того, как были разработаны эти рекомендации по джайнской иконографии, или джайны не строили этот храм. Пропорции и стиль джайнских рельефов соответствуют тем, которые предлагает Манасара – индуистский текст по архитектуре и дизайну с отдельной главой о джайнском и буддийском искусстве. Это наводит на мысль, что ремесленники, возможно, были индуистами, или что иконография следовала художественной литературе, распространенной при строительстве мандапама этого храма.
В храме есть два медных изображения, изготовленных до XIV века, одно мужское и другое женское, оба в абхая мудре. У мужчины над головой нага с пятью головами, у женщины - с тремя головами. Нижняя часть тела обоих изображена в одежде, задрапированной в тамильском стиле. У обоих есть украшения для ушей и тела. Женщина стоит в трибханге, держа цветок в левой руке. По словам Т. А. Гопинатхи Рао – историка искусства и эпиграфиста, известного своими книгами по иконографии в индуистских, джайнских и буддийских храмах, такие исторические медные изображения встречаются в обеих традициях, и "в них нет ничего специфически индуистского, они могут быть как джайнами, так и индуистскими божествами."
Большая мандапа перед главной гарбхагрихой (святилищем) в этом храме имеет много колонн. На них найдено множество рельефов, большинство из которых изображают индуистских божеств и иконы. Некоторые из них связаны с джайнизмом, например, Махавира, Парсванатха и Падмавати Деви, которые изображены стоящими и защищенными коброй с пятью капюшонами. Это разнообразие было учтено при проектировании и строительстве храма. По словам Стеллы Крамриш и других ученых, джайнская иконография сосуществует с индуистской иконографией в этом и других храмах, построенных в регионе Траванкор на юге Индии.
По словам археолога А. С. Раманатхи Айяра, этот храм первоначально был "джайнским местом поклонения, посвященным Парсванатхе" Постепенно местные индусы "индуизировали его или просто ошибочно приняли за храм Шеши", поскольку джайнская и индуистская иконография схожи. Айяр утверждает, что надпись 336 года по малаяламскому календарю (12 век н. э.), найденная в деревне Пуравасери в Траванкоре, указывает на то, что земля, подаренная джайнам, частично использовалась для другого храма Вишну. Согласно Дейванаягаму, этот храм возник и действовал как джайнский палли, посвященный Нагарадже и Парсванатхе. Однако по мере того, как население джайнов сокращалось, а джайнизм угасал во время политических потрясений в Южной Индии конца XVI века, храм был захвачен индуистской традицией бхакти, что подтверждается вышеупомянутыми джайнскими рельефами и надписями, найденными в храме.
По словам историка С. Падманабхама, лучшим объяснением такого сосуществования ранней джайнской и индуистской иконографии в одном храме является не конфликт, а "религиозная интеграция", которой дорожит тамильская культура, что можно увидеть в других памятниках индуизма и джайнизма. Три святилища посвящены божествам джайнов, вайшнавов и шайвов, что нельзя объяснить преобразованием храма Джайны в какую-либо индуистскую традицию, будь то вишнуизм или шиваизм, поскольку победитель обычно свою культуру. Падманабхам далее утверждает, что гопура храма также необычна для джайнских или индуистских храмов, и она "напоминает нам о буддийской архитектуре". Этот храм является "символом слияния", согласно Падманабхаму.

### Надписи
В храме Нагараджи было найдено девять надписей Восемь из них находятся на плитах внутри главного храма, в то время как девятая 764 года по малаяламскому календарю (около 1590 года н. э.) найдена на западной стене храма Кришны. Шесть из восьми надписей внутри главного святилища датированы периодом с 681 по 697 год по малаяламскому календарю (первая четверть 16-го века), и все они содержат информацию о подношениях Нагарадже и другим божествам в храме через священников с именами джайнского типа. Таким образом, имеющиеся ранние надписи подтверждают джайнские корни храма, утверждает Айяр. Гунавир-Пандит, имя которого упоминается в этих ранних надписях, может быть джайнским автором с тем же именем, которому приписывают молитвенные стихи джайну тиртханкаре Неминатхе и некоторые поздние грамматические работы. Однако нет никаких доказательств того, что священник, упомянутый в храмовых надписях Нагараджи, и джайнский автор были одним и тем же человеком. В этих джайнских надписях упоминается подношение риса богу-змею, другим образам, цветочные гирлянды, масло для помазания изображений, утреннюю и ночную службу и дакшины по воскресеньям тамильского месяца Тай. В одной из этих надписей, датированной 694 годом по малаяламскому календарю, упоминается дар земли деревни Сераванмадеви как палличчандам.
Надпись 764 года по малаяламскому календарю, в которой отсутствуют какие-либо джайнские имена, упоминает некоего Тируккурукаипперумала (вайшнавское имя), который сделал подношение храму Тирувананталвар (Адисеша) и "изображению, которое он установил там". Это первое эпиграфическое указание на расширение храма дополнительным изображением вместе со святыней Кришны в терминах, связанных с вишнуизмом.

## Современный храм
Храм расположен в городе Нагеркойл, примерно в 20 километрах к северо-западу от Каньякумари. В нем есть три святилища. Божеством самого старого и главного святилища остается изначальный пятиглавый Нагараджа. Второе святилище посвящено Анантакришне (младенцу Кришне, танцующему на свернувшейся змее) с Рукмини и Сатьябхамой. Третье святилище посвящено Шиве.

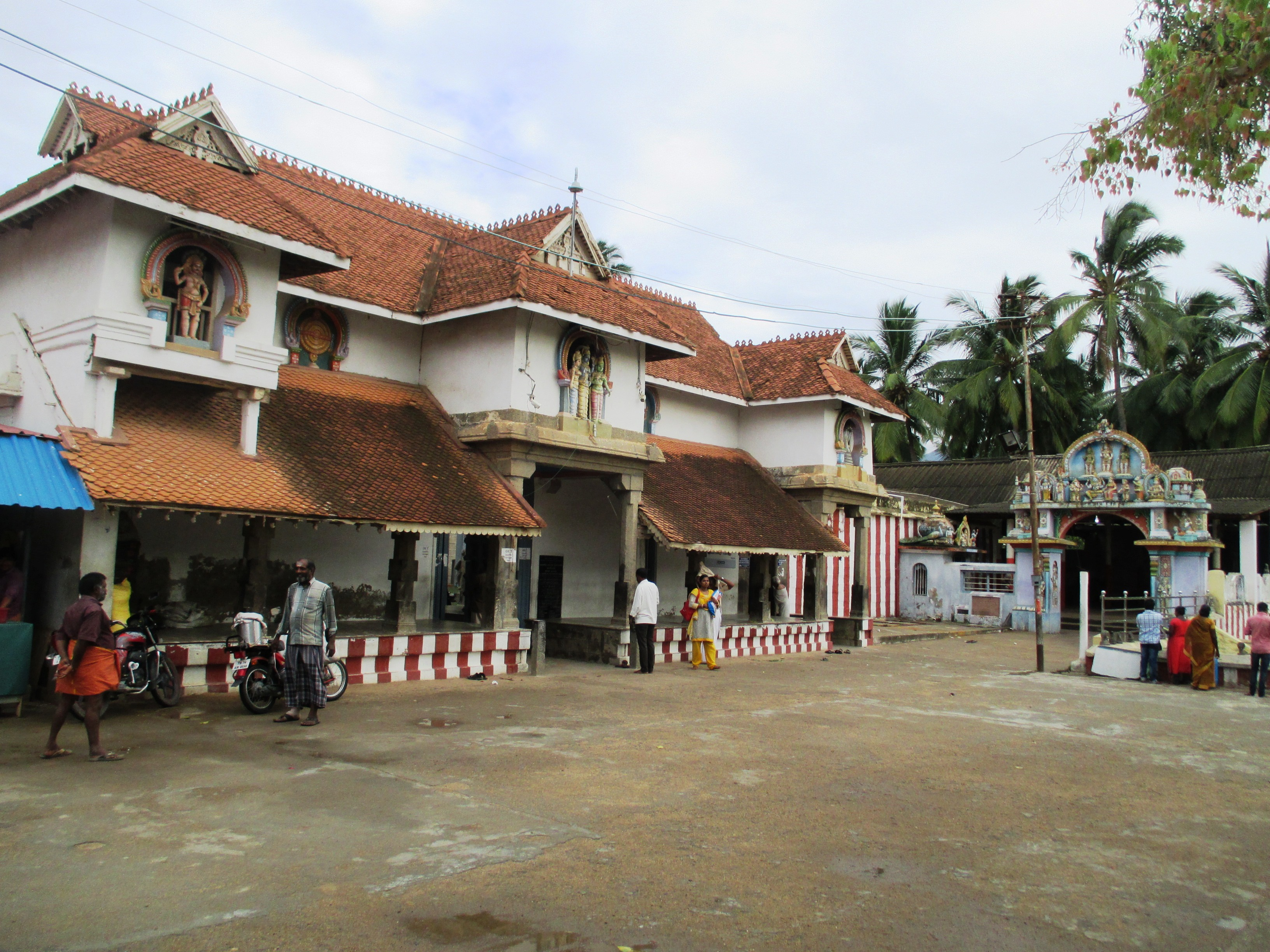
Храм Кришны

К храму пристроен резервуар для воды и открытый пракарам (круговой путь), вдоль которого расположены многочисленные каменные мотивы Нага. В главном святилище, посвященном Нагарадже, есть мандапа с шестнадцатью колоннами, каждая из которых имеет четыре грани. Из шестидесяти четырех граней шесть посвящены изображениям джайна Тиртханкары и джайнской богини Падмавати Деви. На остальных пятидесяти восьми гранях изображены индуистские боги и богини с иконографией, которая встречается как в джайнских, так и в индуистских храмах. Местное население по-прежнему с почтением относится как к джайнским, так и к индуистским изображениям. Святилище второстепенных святынь посвящено двум основным направлениям индуизма – вишнуизму и шиваизму
Главное святилище и сейчас сохраняет первоначальную структуру. Он состоит из песчаного пола, комнаты с глинобитными стенами и низкой соломенной крышей. Паломникам предлагается небольшая порция песка с пола святилища. Вся глинобитная крыша с соломенной крышей заключена в более современном каменном сооружении, которое можно увидеть снаружи. Соломенная крыша восстановлена, а песок на полу насыпается из реки во время ежегодного фестиваля колесниц.

### Фестивали
Главным праздником храма является ежегодный Брамотсавам в тамильский месяц Тай (январь–февраль). Он наблюдается в течение десяти дней, начиная со дня Ревати и заканчивая Айиллямом. На фестивале процессия покидает храм с различными статуями и иконами богов и богинь, размещенными в разных святилищах, в определенные часы, в соответствии с исторической традицией. Ганешу выводят впереди каждой процессии на его Мосшика вахнам каждый день, за исключением девятого дня, когда его также везут в колеснице. В последний день все божества, включая бога Нагараджу, отправляются в праздничной процессии к близлежащей реке для священного омовения в большом паланкине. Во время этого фестиваля в Дхваджа-Стамбхе вывешивается белый флаг, где вместе со Стамбхой висит изображение черепахи, которая является курмой в индуистской иконографии и является распространенной символикой, встречающейся в индуистских вайшнавских храмах со стамбхой и балийской питхой. Подобное изображение черепахи также встречается в джайнизме

## Галерея

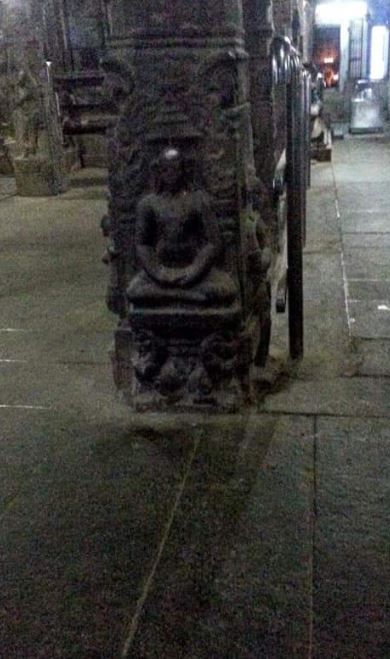
Джайн Тиртханкарас, Махавира
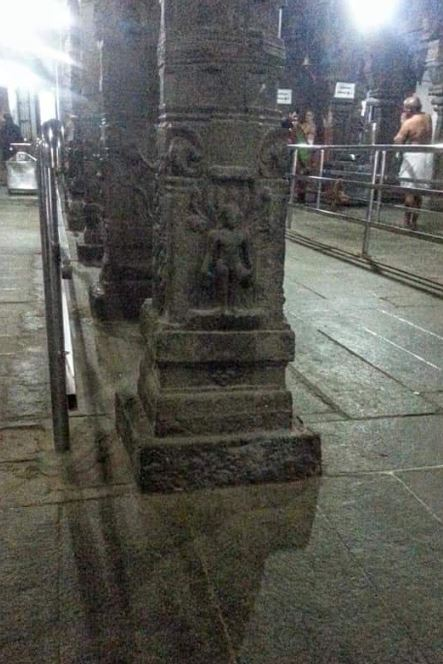
Образ Паршванатхи